# Trepant

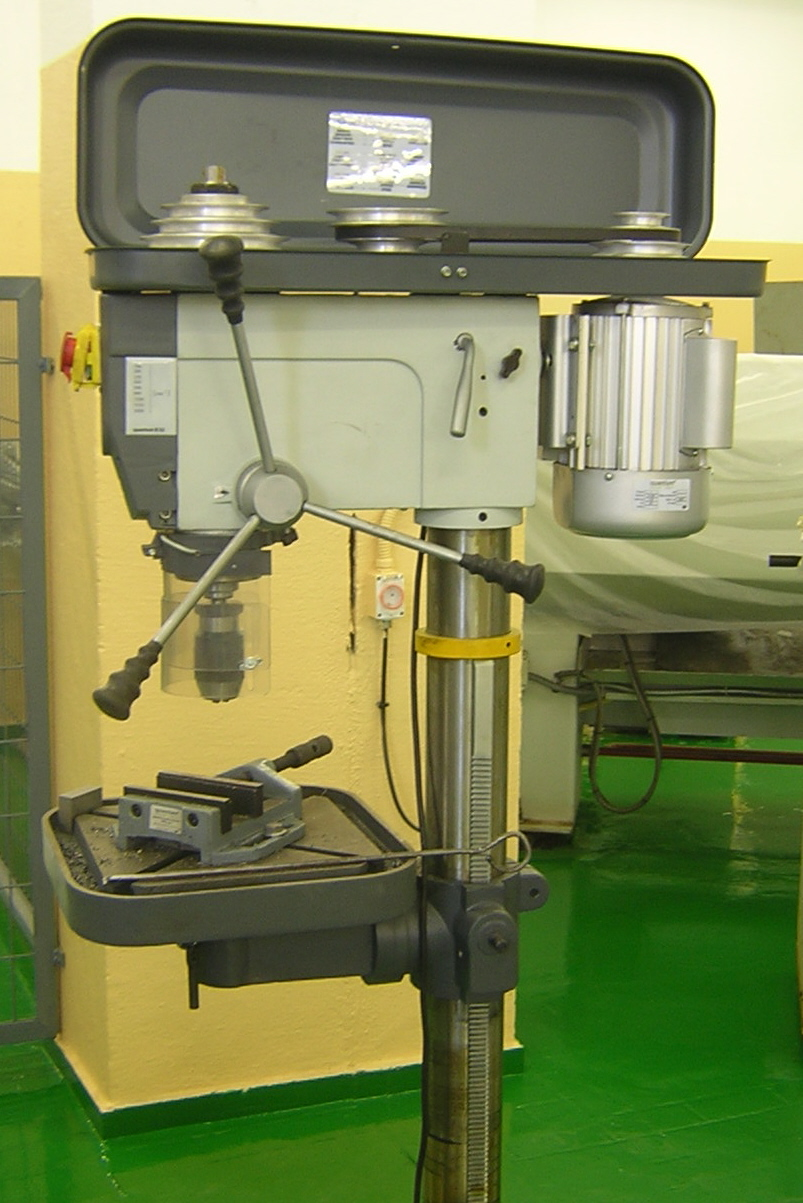
Trepant de columna.

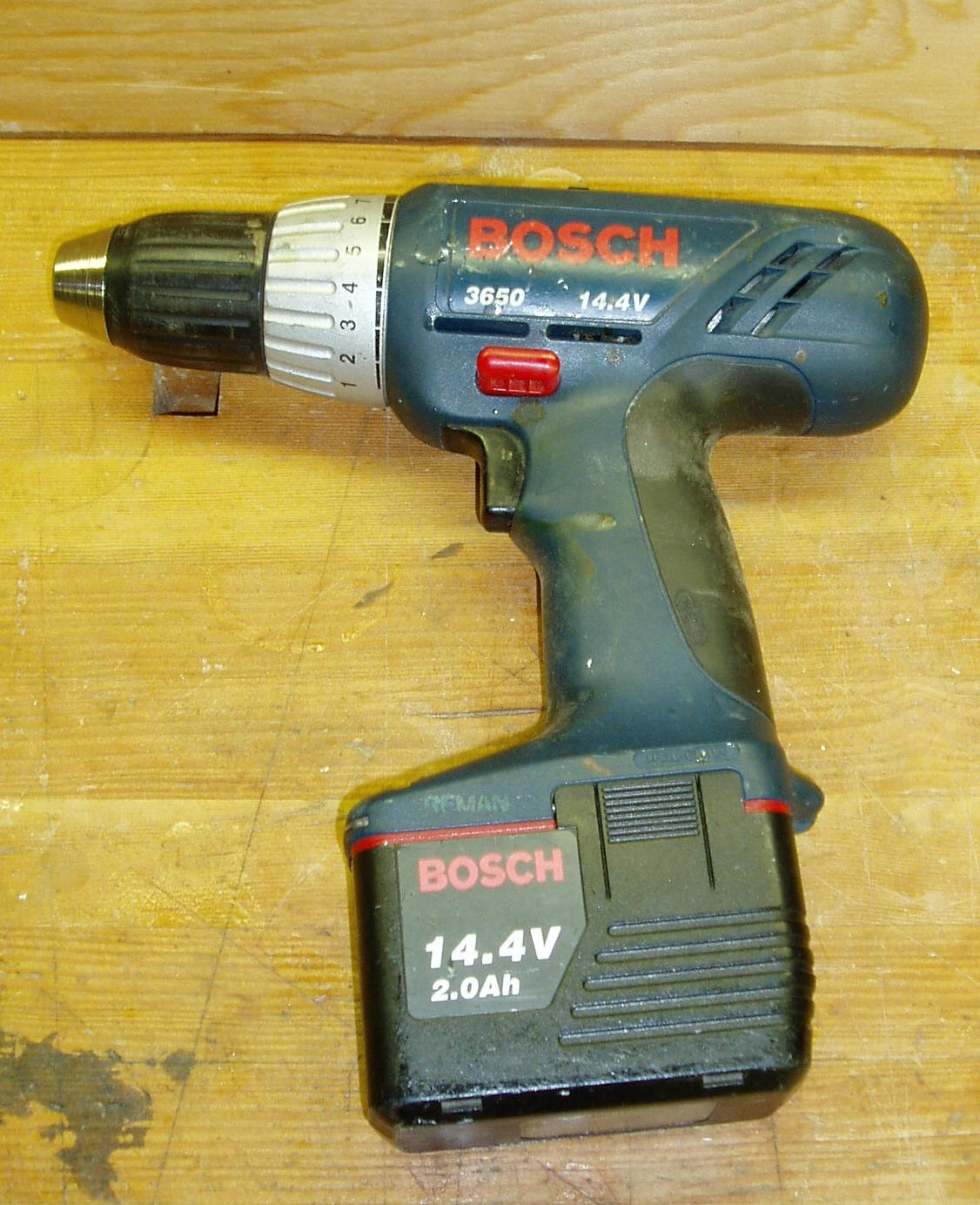
Un trepant sense fil

Trepant o trepador, dit també filaberquí, (màquina) perforadora, màquina de foradar/trepar o de fer forats (aquests darrers mots poden fer referència també a la perforadora d'oficina que serveix per a perforar paper, cartó, fusta, etc.) són noms que es donen a les màquines que s'utilitzen per a foradar materials diversos. Aquesta màquina destaca per la simplicitat del seu maneig.
Els forats, usualment, es fan per un procés d'arrencament de material mitjançant unes eines anomenades broques. També trobem màquines làser, màquines d'electroerosió i matrius que, en determinats casos, s'utilitzen per a perforar, les quals no són objecte d'aquest article.
El trepant només té dos moviments: el de gir de la broca que li imprimeix el motor (freqüentment elèctric) i el d'avançament o penetració de la broca.
- En els antics filaberquins, actualment en desús, el moviment de gir de la broca el fornia la persona que feia el forat.
- El moviment de penetració, en moltes de les màquines actuals, es realitza de forma manual, sensitiva: la persona que forada és qui controla manualment la velocitat de penetració de la broca. També hi ha trepants que permeten l'avanç de la broca de forma automàtica, és el cas de les màquines automatitzades, trànsfers, control numèric...

## Tipus
Fonamentalment els trepants poden ser de dos tipus, trepant de mà, que és portàtil, i el trepant de columna, sigui de taula o de peu a terra.
El trepant de columna està collat a una taula o a terra o a qualsevol superfície plana i disposa d'un mecanisme posa límit a la profunditat del forat que fa la persona que l'utilitza. Com també succeeix a la resta de les màquines de foradar, el trepant de columna permet acoblar-hi diferents tipus de broques. Aquests trepants disposen d'un eix al qual hi ha un braç amb palanques, normalment tres, que permeten baixar i pujar la broca a la superfície que es vol foradar, de manera manual. En tots els tipus de trepant de columna hi ha una taula, a sobre de la qual s'hi acobla una mordassa, eina que permet subjectar l'element que es vol perforar.
Segons el material hom utilitza un tipus de broca o un altre. Hi ha broques per a metalls, formigó, fusta, pedra, vidre, etc. És del tot convenient escollir la velocitat adequada de gir del joc portabroques i broca en funció del diàmetre del forat que cal realitzar i del material a foradar. És per aquesta raó que, normalment, els trepants porten un regulador de velocitat. Per als materials com ara pedra o el formigó sovint és necessari activar el percussor, és un dispositiu que permet que la broca, a més a més de girar, repiqui contra el material de forma repetitiva.
Hi ha diferents mètodes de fixar i canviar les broques, des d'una clau que serveix per afluixar la broca del capçal portabroques fins al mètode de con morse. Existeixen altres sistemes, més moderns, que permeten posar i treure, de manera més ràpida, les broques als portabroques. Un exemple és el sistema SDS. En aquest sistema, tant el portabroques com el mànec de les broques han de ser especials, no s'hi poden collar les broques cilíndriques.
S'anomena foradar o trepar a l'operació de mecanització que té per objecte fer forats cilíndrics en una peça qualsevol, utilitzant com a eina una broca. L'operació de trepatge es pot fer amb un trepant portàtil, amb una màquina perforadora, en un torn, en una fresadora, en un centre de mecanització CNC o en una mandrinadora.
De tots els processos de mecanització, el trepat és considerat com un dels més importants a causa del seu ampli ús i facilitat de realització, ja que és una de les operacions de mecanització més senzilles de realitzar i que es fa necessària en la majoria de components que es fabriquen.
Quan hom parla de trepanar es refereix, específicament, a l'acció de foradar un crani, i es fa amb un trepà.
Els trepants descrits en aquest article, es refereixen bàsicament als utilitzats en les indústries metal·lúrgiques per a la mecanització de peces de metall, plàstic o fusta. Altres tipus de màquines de foradar, emprats en els fonaments d'edificis i obres públiques, així com a sondejos miners o tuneladores, tenen característiques molt diferents, essent objecte d'altres articles.

## Història

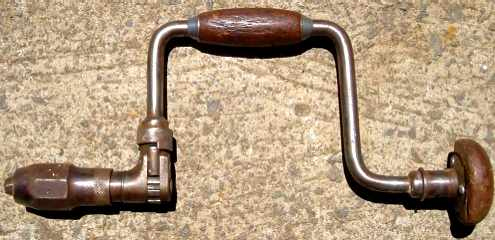
Trepant de mà o filaberquí.

El precursor del trepant va ser probablement el molinet de fer foc. Consistia en una vareta cilíndrica de fusta. El sistema de gir va ser desenvolupant progressivament, primer accionant amb els palmells de les mans, després mitjançant un cordill enrotllat a la vareta del qual s'estirava alternativament dels seus extrems, segons figura en un gravat egipci de 1440 aC.
Un procediment molt antic per trepar pedra, segons un baix relleu egipci de 2700 aC consistia en un robust eix que portava inserit una punta de pedrenyal per foradar i en la part superior un mànec per facilitar el gir i la incorporació de dos testos per regular el gir.
Un sistema semblant era l'arc de violí: una corda cargolada a l'eix portabroques, lligada pels seus extrems a un arc de fusta, que amb l'impuls de la mà de la persona, feia girar la peça en moviment de vaivé.

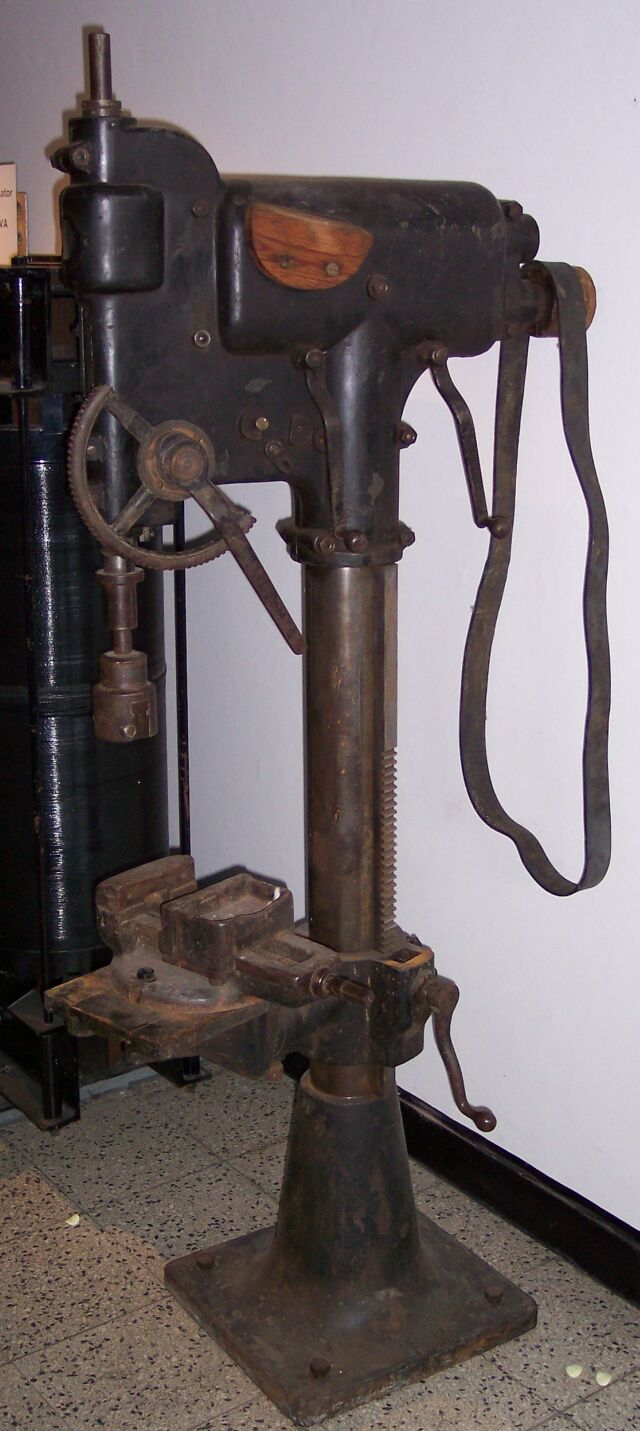
Trepant columna antic.

Un altre tipus molt usat va ser el filaberquí de corda: un eix portaeina de fusta que duia incorporat un volant d'inèrcia. A aquest eix s'enrotllava una corda lligada pels seus extrems a un travesser que, impulsat per la mà de l'home, aconseguia un gir alternatiu.
L'antic filaberquí de fuster, construït de fusta, amb el temps va anar evolucionant. El filaberquí d'eix portaeines d'acer roscat, porta incorporat en aquest eix un capçal giratori amb un allotjament quadrat, on s'acobla la broca i un rodet femella, produint-se un gir de vaivé, quan s'exerceix una pressió longitudinal.
El filaberquí de gir continu representà un avenç sobre l'anterior, assolint-se el gir mitjançant el roscat en l'eix portabroques, de dos filets helicoïdals en sentit contrari, incorporant en un extrem del rodet, una femella a l'esquerra i en l'oposat una altra a la dreta.
El filaberquí de gir continu, construït per Heyerhoff accionat per maneta i joc d'engranatges va representar un important avanç. Es van construir trepants de taula accionats manualment amb maneta i versions de regulador de boles i joc d'engranatges. A partir del segle xv s'utilitza l'energia hidràulica per foradar troncs gruixuts de fusta, destinats a diverses finalitats, entre d'altres a les canonades per conduir l'aigua. A finals del segle xv Leonardo da Vinci dissenya un trepant horitzontal per a forats profunds.
El 1775, John Wilkinson va construir, per encàrrec de James Watt, una mandrinadora més avançada tècnicament i de major precisió, accionada igual que les anteriors per mitjà d'una roda hidràulica. Amb aquesta màquina, equipada amb un enginyós capçal giratori i desplaçable, es va aconseguir un error màxim "del gruix d'una moneda de sis penics en un diàmetre de 72 polzades", tolerància suficient per garantir l'ajustament i hermetisme entre pistó i cilindre.
Davant la necessitat de foradar peces d'acer, cada vegada més gruixudes, James Nasmyth va ser el primer que va construir cap a 1838, un trepant de taula totalment metàl·lic, amb gir d'eix portabroques accionat a mà o per transmissió. Alguns anys després, el 1850, Joseph Whitworth fabricà el primer trepant de columna accionat per transmissió amb corretja i gir de l'eix portabroques, a través d'un joc d'engranatges cònics. Portava una taula portapeces regulable verticalment mitjançant el sistema de pinyó de cremallera. El 1860 es produeix un esdeveniment molt important per al trepat: el suís Martignon inventà la broca helicoidal. L'ús d'aquestes broques es va generalitzar ràpidament, ja que representava un gran avenç en producció i durada de l'eina amb relació a les broques de punta de llança utilitzades fins a la data esmentada.
La necessitat de foradar peces pesades i voluminoses va fer que l'empresa Sharp, Roberts & Co construís, cap a l'any 1851, un trepant radial. A partir de 1898, amb el descobriment de l'acer ràpid, Taylor i White van fabricar noves eines amb les quals es triplicà la velocitat perifèrica de tall, augmentant la capacitat de despreniment de la ferritja de l'ordre de set vegades, amb màquines adaptades a les noves circumstàncies.
A començament del segle xx, amb la disponibilitat de l'electricitat per a usos industrials, es consolida aquesta nova font d'energia, capaç de garantir el formidable desenvolupament industrial del segle xx. Apareix just en el moment precís, quan les fonts d'energia del segle xix es manifesten insuficients. Els motors de corrent continu fabricats a petita escala, i els de corrent altern, reben un gran impuls a principis de segle, reemplaçant les màquines de vapor i les turbines que accionaven, fins a aquell moment, les transmissions dels tallers industrials. Poc després, molt lenta però de manera progressiva, s'acoblen directament de forma individualitzada a la màquina eina.
L'exigència de qualitat i la forta evolució productiva de l'automòbil van contribuir al desenvolupament de la màquina eina, la metrologia i l'aplicació dels procediments de fabricació en sèrie. La fabricació de peces intercanviables augmenta constantment, i es fa necessari millorar les prestacions de matriceria i utillatge. Per donar resposta al problema, l'enginyer suís Perrenond Jacot dissenya i fabrica una puntejadora vertical amb taula de coordenades polars, en què s'executen operacions amb una precisió mai assolida fins aleshores.
El 1908 Henry Ford fabrica el primer automòbil produït en sèrie, model T, i el 1911 el primer transportador en cadena a Highland Park, iniciant així la producció en massa. Es perfeccionen una gran quantitat de màquines eina adaptades a les característiques exigides per la indústria de l'automòbil.
Des de principis del segle XX fins al naixement del control numèric (CN) i fins i tot després es mantenen, en totes les màquines de foradar, els principis de disseny desenvolupats a final del segle xix. obstant això, s'han construït trepants més potents, rígids, automàtics i precisos, amb majors velocitats de gir i amb la incorporació dels capçals de coixinet de rodament, contribuint a l'increment de productivitat assolit per la indústria en general i, en especial, a l'automobilística i aeronàutica.
Aquesta evolució va ser deguda fonamentalment, d'una banda, al descobriment de noves eines de tall com el carbur de silici i l'acer ràpid. A partir de 1926, es produeix un altre avenç important amb el descobriment per part de l'empresa alemanya Krupp del carbur cimentat, una mena de metall dur, presentat a la fira de Leipzig el 1927 amb la denominació de Widia. D'altra banda apareix l'automatització de diversos moviments mitjançant l'aplicació de motors elèctrics i sistemes hidràulics, pneumàtics i elèctrics.
A partir d'1925, als Estats Units, les revistes especialitzades tracten de les unitats autònomes de mecanització i neix la noció de la màquina trànsfer, la qual permet la transferència de les peces que s'han de mecanitzar. Llevat d'algunes excepcions, totes les operacions de mecanització que combinen la rotació d'una eina amb un moviment d'avanç es poden dur a terme amb aquestes unitats. Es per això que es considera la màquina ideal perquè, disposada en línia, realitza diferents operacions mitjançant la transferència de la peça. A partir de l'any 1945 les fàbriques d'automòbils utilitzen de manera generalitzada màquines transfer, compostes d'unitats autònomes, en la mecanització de blocs i culates.
L'electrònica -i la informàtica, que n'és una conseqüència- han provocat una nova revolució industrial. El punt de partida cal situar-lo en el 1945, quan dos científics de la Universitat de Pennsilvània, John W. Manclhy i J. Presper Ecker van crear el primer ordinador electrònic digital. Es va denominar ENAC: Era voluminós, consumia molta energia i era difícil de programar però funcionava.
El 1948, John T. Parsons inicià l'aplicació del control numèric a la màquina eina per tal de resoldre el problema del fresat de superfícies complexes tridimensionals per a l'aeronàutica. El 1949 Parson contractà amb l'Institut Tecnològic de Massachusetts el disseny dels servomecanismes de control per a una fresadora. El 1952 funcionava un control experimental, aplicat a una fresadora Cincinnati. La programació utilitzava un codi binari sobre cinta perforada, i la màquina executava moviments simultanis coordinats sobre tres eixos. El 1955 es presenten unes quantes màquines a la Fira de Chicago, governades per targetes i cintes perforades. La US Air Force s'interessà pel sistema i formulà una comanda de 170 màquines eina per valor de cinquanta milions de dòlars, de la qual es beneficiaren diversos prestigiosos fabricants americans. Però els models desenvolupats durant els anys cinquanta i seixanta van ser poc eficaços i van resultar molt cars.
Va ser a partir de la dècada de 1960, amb el desenvolupament de la microelectrònica, quan el CN passa a ser (CNC) mercès a la integració d'un ordinador en el sistema. Però, definitivament, va ser durant els anys vuitanta quan es produí l'aplicació generalitzada del CNC, gràcies al desenvolupament de l'electrònica i la informàtica, que provocà una revolució en la qual encara hi estem immersos.

## Paràmetres de tall del foradat
Els paràmetres de tall fonamentals que cal considerar en el procés de trepatge són els següents:
- Paràmetres de tall en el foradatElecció del tipus de broca més adequat, en funció del material a foradar (metall, fusta, roba...) o del tipus de forat (cilíndric, cònic, forat de diversos diàmetres...).
- Sistema de fixació de la peça a la taula del trepant de columna
- Velocitat de tall (Vc) de la broca, expressada en metres/minut
- Diàmetre exterior de la broca
- Revolucions per minut (rpm) del portabroques
- Avanç, sigui en mm/rev o mm/ minut de la broca
- Profunditat del forat
- Esforços de tall
- Diàmetre de tall (Dc)
- Tipus de trepant i accessoris adequats

### Velocitat de tall
Es defineix com a velocitat de tall la velocitat lineal de la perifèria de la broca o una altra eina que s'utilitzi en la perforadora (mandrí, mascle de roscar, etc.). La velocitat de tall, que s'expressa en metres per minut (m/min), ha de ser triada abans d'iniciar la mecanització, i el seu valor adequat depèn de molts factors, especialment de: tipus de material a foradar, la qualitat, duresa i tipus de broca que s'utilitzi, de la màquina que es faci servir i de la velocitat d'avanç emprada. Les limitacions principals de la màquina són la seva gamma de velocitats, la potència dels motors i de la rigidesa de la fixació de la peça i de l'eina.
A partir de la determinació de la velocitat de tall i del diàmetre de la broca es poden determinar les revolucions per minut que haurem de posar al trepant, segons la fórmula següent:
{\displaystyle V_{c}\left(\mathrm {m \over min} \right)\ =\ {\frac {n\ \mathrm {(min^{-1})} \ \times \ \pi \times \ \mathrm {D_{c}(mm)} }{1000\left({mm \over m}\right)}}}
On  Vc   és la velocitat de tall,  n  és la velocitat de rotació del portabroques i  Dc   és el diàmetre de la broca.
La velocitat de tall és un factor cabdal per determinar la durada de la broca. Una alta velocitat de tall permet realitzar el mecanitzat en menys temps, però accelera, severament, el desgast de l'eina. Tant els fabricants d'eines com els promptuaris de mecanització, ofereixen dades orientatives sobre la velocitat de tall adequada de les broques per a una durada determinada, per exemple, 15 minuts. De vegades, es aconsellable ajustar la velocitat de tall per a una durada diferent de l'eina. Per a això, els valors de la velocitat de tall es multipliquen per un factor de correcció. La relació entre aquest factor de correcció i la durada de l'eina en operació de tall no és lineal.
```
La velocitat de tall excessiva pot donar lloc a:
```

- Desgast molt ràpid del tall de la broca.
- Deformació plàstica del tall, amb pèrdua de tolerància del mecanitzat.
- Qualitat del mecanització deficient.

```
La velocitat de tall massa baixa pot donar lloc a:
```

- Formació de tall d'aportació a la broca.
- Efecte negatiu sobre l'evacuació de ferritja.
- Baixa productivitat.
- Cost elevat de mecanització.

### Velocitat de rotació de la broca
La velocitat de rotació del portabroques s'expressa habitualment en revolucions per minut (rpm). En les trepants convencionals hi ha una gamma limitada de velocitats, que depenen de la velocitat de gir del motor principal i del nombre de velocitats de la caixa de canvis de la màquina. En les trepants, com ara els de control numèric, aquesta velocitat és controlada amb un sistema de realimentació que habitualment utilitza un variador de freqüència, podent-se seleccionar una velocitat qualsevol dins d'un interval de velocitats donades.
La velocitat de rotació de la broca és directament proporcional a la velocitat de tall i al diàmetre de la broca.
{\displaystyle N\ (min^{-1})={V_{c}\left({m \over min}\right)*1.000\left({mm \over m}\right) \over \pi *D_{c}(mm)}}

### Velocitat d'avanç
L'avanç o velocitat d'avanç en el trepatge és la velocitat relativa entre la peça i l'eina, és a dir, la velocitat amb què progressa el tall. L'avanç de la broca és un factor molt important en el procés de trepatge. Cada broca pot foradar adequadament en un rang de velocitats d'avanç per cada revolució de l'eina, denominat avanç per revolució (f  rev ). Aquest rang depèn fonamentalment del diàmetre de la broca, de la profunditat del forat, a més del tipus de material de la peça i de la qualitat de la broca. Aquest rang de velocitats es determina experimentalment i es troba en els catàlegs dels fabricants de broques. A més, aquesta velocitat està limitada per les rigideses de les subjeccions de la peça i de l'eina i per la potència del motor d'avanç de la màquina. El gruix màxim de ferritja en mm és l'indicador de limitació més important per a una broca. El fil de tall de les broques es prova perquè tinguin un valor determinat entre un mínim i un màxim de gruix de ferritja.
La velocitat d'avanç és el producte de l'avanç per revolució per la velocitat de rotació de la broca.
{\displaystyle F\ \mathrm {(mm/minut)} \ =\mathbb {N} \ \mathrm {(rpm)} \ \times F\ \mathrm {(mm/rev{\acute {o}}n)} }
```
Efectes de la velocitat d'avanç 
```

- Decisiva per a la formació de la ferritja
- Afecta el consum de potència
- Contribueix a la tensió mecànica i tèrmica

```
L'elevada velocitat d'avanç dona lloc a :
```

- Bon control de ferritja
- Menor temps de tall
- Menor desgast de l'eina
- Risc més alt de trencament de l'eina
- Elevada rugositat superficial del mecanitzat.

```
La velocitat d'avanç baixa dona lloc a :
```

- Ferritja més llarga
- Millora de la qualitat del mecanitzat
- Desgast accelerat de la broca
- Major durada del temps de mecanització
- Major cost del mecanitzat

### Temps de mecanització
Per poder calcular el temps de mecanització d'un trepant cal tenir en compte la longitud d'aproximació i sortida de la broca de la peça que es mecanitza. La longitud d'aproximació depèn del diàmetre de la broca.
{\displaystyle T\ \mathrm {(minuts)} \ =\ {\frac {\mathrm {Longitud\ d'\ apropament\ (mm)+Longitud\ a\ foradar\ (mm)} }{F\ \mathrm {(mm/minut)} }}}

### Força específica de tall
La força de tall és un paràmetre necessari per poder calcular la potència necessària per efectuar un determinat mecanitzat. Aquest paràmetre està en funció de l'avanç de la broca, de la velocitat de tall, de la màquina del material, de la duresa del material, de les característiques de l'eina i del gruix mitjà de la ferritja. Tots aquests factors s'engloben en un coeficient anomenat  Kx  . La força específica de tall s'expressa en N/mm².

### Potència de tall
La potència de tall Pc  necessària per efectuar un determinat mecanitzat es calcula a partir del valor del volum d'arrencada de ferritja, la força específica de tall i del rendiment que tingui la trepant. S'expressa en quilowatts (kW).
Aquesta força específica de tall  Fc és una constant que es determina pel tipus de material que s'està mecanitzant, geometria de l'eina, gruix de la ferritja, etc.
Per poder obtenir el valor de potència correcte, el valor obtingut ha de dividir-se per un determinat valor ( ρ ) que té en compte l'eficiència de la màquina. Aquest valor és el percentatge de la potència del motor que està disponible en l'eina posada al capçal portabroques.
{\displaystyle P_{c}={A_{c}*p*f*F_{c} \over 60*10^{6}*\rho }}
on
- Pc   és la potència de tall (kW)
- Ac   és el diàmetre de la broca (mm)
- f  és la velocitat d'avanç (mm/min)
- Fc   és la força específica de tall (N/mm 2 )
- ρ  és el rendiment o l'eficiència de la màquina

## Tipus de màquines perforadores
Les màquines de foradar es poden reunir en diversos grups:
- Trepant de mà
- Trepant de columna, de taula
- Trepant de columna, de peu
- Trepant radial
- Trepant de torreta
- Trepant amb çapçals múltiples
- Centres de mecanització CNC

### Trepant de mà

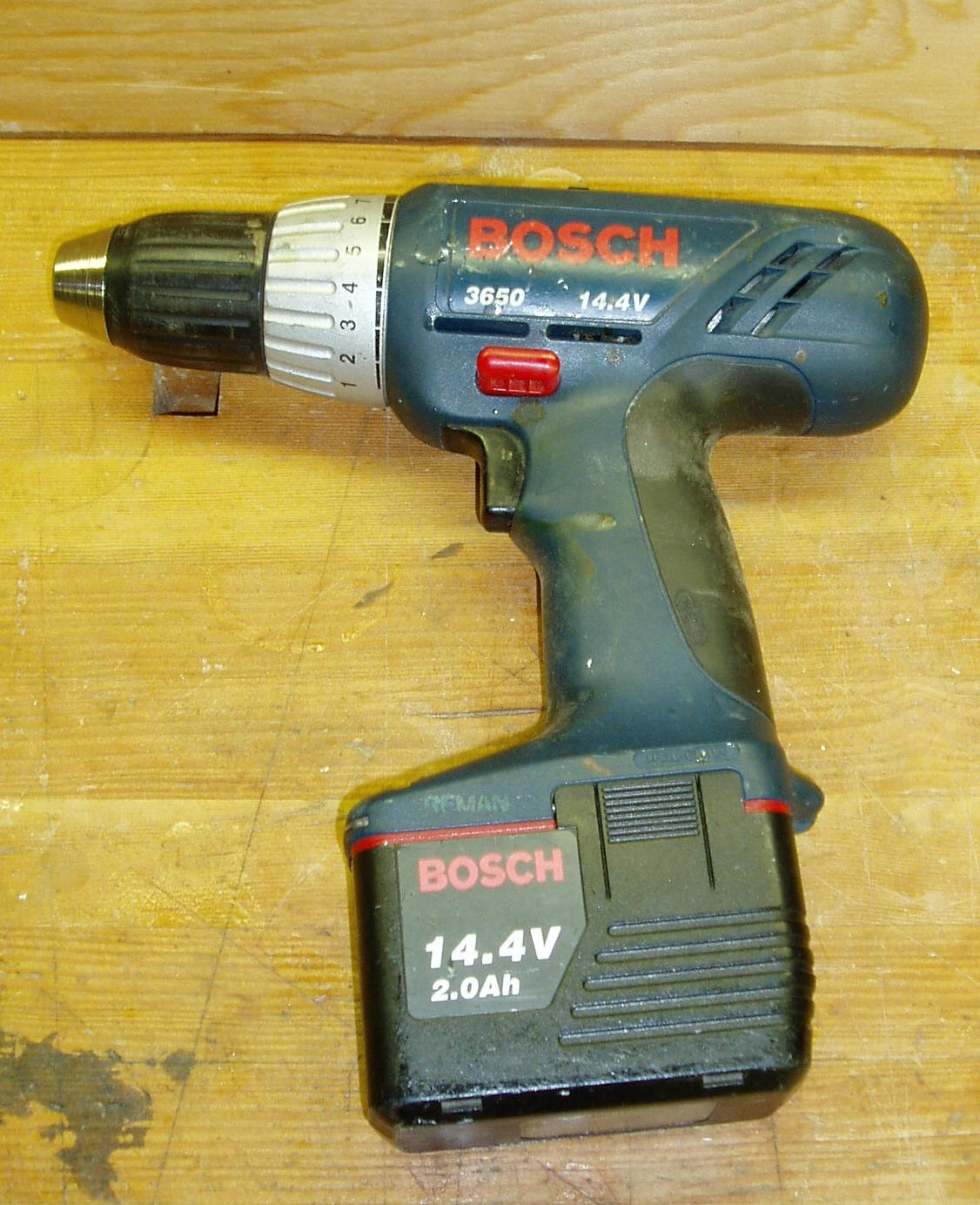
trepant portàtil sensitiu.

Corresponen a aquest grup els trepants més petits, molts d'ells d'accionament elèctric, tot i que també n'hi ha de pneumàtics. La majoria són portàtils i permeten fer forats de petit diàmetre. El seu ús és molt popular en l'àmbit de la construcció (lampistes, fusters, muntadors...) que solen utilitzar-los en situacions en les quals la falta de precisió admissible pot ser d'un mil·límetre o més. També són molt usats en tasques domèstiques i de bricolatge. Bàsicament tenen un motor en l'eix, que s'acobla al portabroques. L'execució del forat es fa mitjançant la pressió que exerceix la persona operària. Poden tenir una única o diverses velocitats de gir. Hi ha petits trepants sensitius que van fixes en un suport de columna amb una bancada per fixar les peces a foradar.

### Trepant de columna de taula
El trepant de columna de taula és un tipus de trepant, el qual està enganxat a una taula o qualsevol superfície plana. El podem trobar a diversos tipus d'indústria, especialment als petits tallers. Aquest trepant disposa d'una plataforma (el material depenent als models) que serveix per proporcionar límit al forat que fa l'usuari. Com la resta dels trepants, el trepant de taula disposa de l'opció de posar-hi diferents i variades broques. Pel canvi de broca s'acostuma a utilitzar una mena de clau que serveix per afluixar la peça que subjecta la broca. Per fer baixar la broca cap a la superfície que es vol foradar, hi ha un nombre de palanques (normalment tres) que permeten fer baixar. el portabroques amb la seva broca.

### Trepants de columna de peu
Els trepants de columna de peu són una variant més robusta del trepant de coumna de taula. Aquestes màquines es caracteritzen per la rotació d'un eix vertical en una posició fixa i suportat per un bastidor de construcció, tipus C modificat. La família de les màquines perforadores de columna de peu es componen de: les de trepant de columna amb avanç regulat per engranatges, el trepant de producció de treball pesat, el trepant de precisió i el trepant per a forats profunds.
Els trepants de columna d'avanç per engranatge són característics d'aquesta família de màquines i s'adapten millor per il·lustrar la nomenclatura. Els components principals de la màquina són els següents

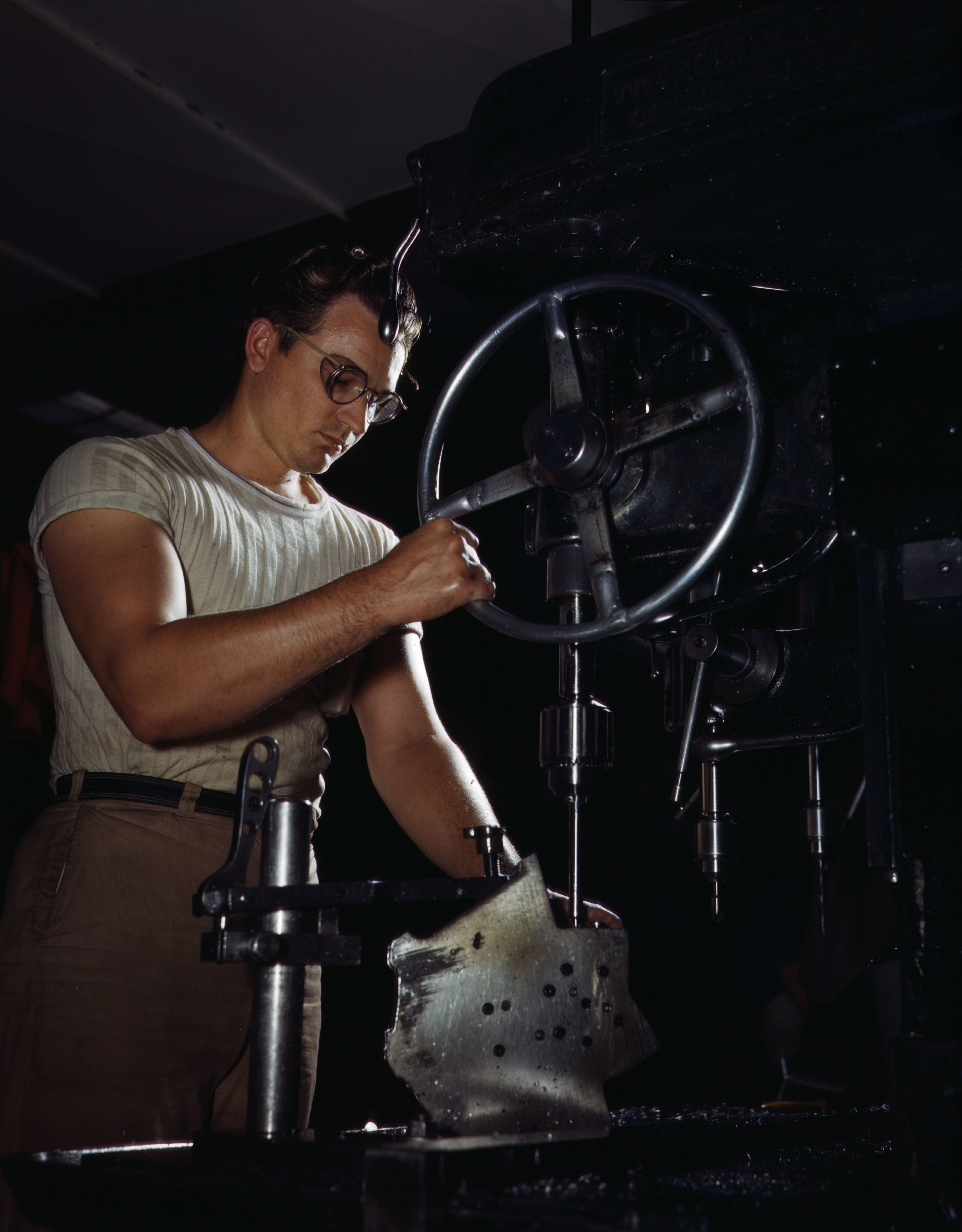
Trepant de columna.

- Bancada: és la carcassa que suporta la màquina, consta d'una base o peu en la qual va fixada la columna sobre la qual va fixat el capçal i la taula de la màquina que és giratòria al voltant de la columna.
- Motor: aquestes màquines porten incorporat un motor elèctric, de potència variable segons les capacitats de la màquina.
- Capçal: és la part de la màquina que allotja la caixa de velocitats i el mecanisme d'avanç. El capçal portabroques llisca cap avall actuant amb unes palanques que activen un mecanisme de pinyó cremallera, desplaçant tota la carrera que tingui la perforadora. El retrocés del capçal és automàtic quan es deixa de fer pressió.

L'avanç de trepatge automàtic de treball està regulat en mm/revolució de l'eix.
- Politges de transmissió: el moviment del motor a la claveguera, es realitza mitjançant corretges que enllacen dues politges esglaonades amb les quals és possible variar el nombre de revolucions d'acord amb les condicions de tall del trepatge i la claveguera portabroques. Hi ha trepants que a més de les politges esglaonades incorporen una caixa d'engranatges per regular les velocitats del cargol i de l'avanç de penetració.
- Noni: els trepants disposen d'un noni amb la finalitat de controlar la profunditat del trepatge. Aquest noni té un límit que es regula quan s'aconsegueix la profunditat desitjada.
- Eix: està equipat amb un forat cònic per rebre l'extrem cònic de les broques, o del portabroques que permet el muntatge de broques primes, o d'altres eines de tall que s'utilitzin en la màquina, com ara mascles o escariadors.
- Taula: està muntada a la columna i se la pot aixecar o baixar i subjectar en posició per suportar la peça a l'altura apropiada per a permetre foradar en la forma desitjada.

### Trepants radials
Aquestes màquines s'identifiquen pel braç radial que permet la col·locació de la cap a diferents distàncies de la columna i a més la rotació del cap al voltant de la columna. Amb aquesta combinació de moviment del cap, es pot col·locar i subjectar l'eix per foradar en qualsevol lloc dins de l'abast de la màquina, al contrari de l'operació de les màquines trepants de columna, les quals tenen una posició fixa de la claveguera. Aquesta flexibilitat de col·locació de la claveguera fa als forats radials especialment apropiats per a peces grans, i, per tant, la capacitat dels forats radials com a classe és més gran que la dels trepants de columna.
El pes del cap és un factor important per aconseguir una precisió d'alimentació eficient sense una tensió indeguda del braç.
Els principals components del trepant radial són:
- Base: és la part bàsica de suport per a la màquina i que també suporta a la peça durant les operacions de trepant. Els trepants radials estan dissenyats principalment per a peces pesades que es munten millor directament sobre la base de la màquina. Algunes màquines fins i tot tenen bases engrandides per permetre el muntatge de dues o més peces al mateix temps perquè no s'hagi d'interrompre la producció en tant es retira una peça i es posa una altra al seu lloc.

- Columna: és una peça de forma tubular, i que gira al voltant de, una columna rígida (tapada) muntada sobre la base.

- Braç: suporta al motor i el capçal, correspon a la caixa d'engranatges de la màquina de columna. Es pot moure cap amunt i cap avall sobre la columna i subjectar-se a qualsevol altura desitjada.

- Capçal: conté tots els engranatges per a les velocitats i per als avenços i així com els controls necessaris per als diferents moviments de la màquina. Es pot moure cap a dins o cap a fora del braç i subjectar en posició la claveguera de trepatge a qualsevol distància de la columna. Aquest moviment, combinat amb l'elevació, descens i rotació del braç, permet trepatge a qualsevol punt dins de la capacitat dimensional de la màquina.

Els trepants radials són considerats com els trepants més eficients i versàtils. Aquestes màquines proporcionen una gran capacitat i flexibilitat d'aplicacions a un cost relativament baix. A més, la preparació és ràpida i econòmica pel fet que, podent retirar cap als costats tant el braç com el cap, per mitjà d'una grua, es poden baixar directament les peces pesades sobre la base de la màquina. En alguns casos, quan es tracta normalment de peces grans, els forats radials van muntats realment sobre rails i es desplacen al costat de les peces per eliminar la necessitat d'un maneig i col·locació repetits. Els trepants radials muntats en aquesta forma són anomenats màquines del tipus sobre rails.

### Trepants de torreta
Amb la introducció del Control Numèric en totes les màquines-eines, els trepants de torreta han augmentat la seva popularitat tant per a sèries petites com per a sèries de gran producció perquè avui dia la majoria d'aquestes màquines estan regulades per una unitat CNC. Aquestes màquines es caracteritzen per una torreta d'eixos múltiples. El trepant de torreta permet poder fer diverses operacions de foradat en determinada seqüència sense canviar eines o desmuntar la peça.
Els components bàsics de la màquina, excepte la torreta, són semblants als de les màquines perforadores de columna. Es disposa de trepants de torreta d'una sèrie de mides des de la petita màquina de tres eixos muntada sobre banc o taula fins a la màquina de treball pesat amb torreta de vuit costats. Per operacions relativament senzilles, la peça es pot posar a mà i la torreta es pot fer avançar a mà o mecànicament, per executar un cert nombre d'operacions com ara les que es fan en una màquina perforadora del tipus d'eixos múltiples. Segons s'afegeixen a l'operació controls més complicats, el trepant de torreta es torna més i més un dispositiu estalviador de temps.
L'habitual de les màquines de foradar de torreta actuals és que tinguin una taula posicionadora per a una col·locació precisa de la peça. Aquesta taula pot prendre la forma d'una taula localitzadora accionada a mà, una taula posicionadora accionada separadament i controlada per mitjà de cinta, o amb límits preestablerts, o pot prendre la forma d'una unitat completament controlada per control numèric, on també es programa i executa el procés de treball.

### Trepants amb capçals múltiples

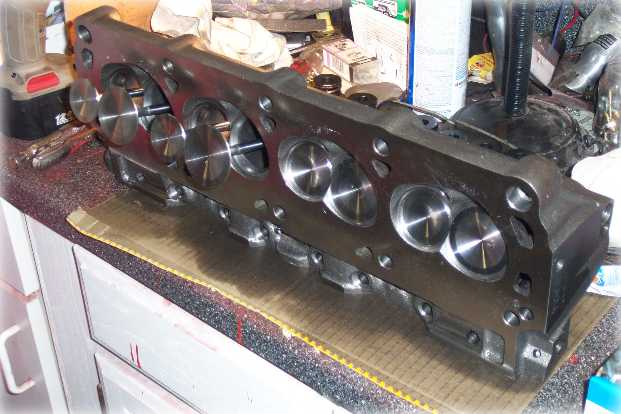
Culata de motor mecanitzada a màquina transfer.

Aquesta família de trepants cobreix tot el camp des del grup senzill de les màquines de columna fins a les dissenyades especialment per a propòsits específics de gran producció.
Les màquines estàndard d'eixos múltiples: es componen de dues o més columnes, caps i eixos estàndard, muntats sobre una base comuna. Els trepants d'eixos múltiples faciliten l'execució d'una seqüència fixa de les operacions de trepatge mitjançant el desplaçament de la peça d'estació en estació, al llarg de la taula.
Les aplicacions més comunes d'aquest tipus de màquines pretenen eliminar el canvi d'eines per a una seqüència d'operacions. Tot i que les màquines de foradar d'eixos múltiples encara es fabriquen, estan cedint, ben de pressa, la seva popularitat a les màquines trepants de torreta accionades per control numèric, les quals poden portar un magatzem d'eines més gran.
Hi ha dos tipus bàsics de trepants d'eixos múltiples:
- Trepants d'unió universal: són extremadament versàtils i han assolit una posició molt important en la manufactura de producció de tipus baix a mitjà. Les màquines perforadores d'unió universal es fabriquen en una sèrie completa de tipus estàndard amb cert nombre d'eixos que es poden ajustar dins d'una àrea determinada. Les màquines perforadores d'unió universal es caracteritzen pel seu gran nombre d'eixos que es poden posar en qualsevol posició dins l'àrea de la taula per foradar qualsevol plantilla de forats preseleccionada.

Aquestes màquines també són molt flexibles, però requereixen tots els forats siguin trepatges simultàniament en una línia recta. Òbviament, es pot foradar en qualsevol disposició forats que són a una sèrie de línies rectes simplement desplaçant la peça. En les màquines d'eixos en línia l'avanç es proporciona simplement fent baixar el pont dels eixos o elevant la taula. La selecció de l'avanç, tant per mitjà del pont com de la taula es basa en el tipus de treball i les operacions implicades. Les màquines d'unió universal i gran àrea es proporcionen també amb avenços tant per mitjà del pont com per l'elevació de la taula.
- Trepants de producció de cargol fix: consisteix en cert nombre d'eixos en una posició fixa, rebent la seva força motriu a través d'una sèrie d'engranatges accionats per un sol motor de mida apropiada. Prenen la forma d'una senzilla màquina individual, tant vertical com horitzontal, o accionada en angle, o bé poden prendre la forma de cert nombre d'aquestes unitats col·locades juntes per a fer una màquina especial.

Les culates de motor i els blocs de cilindres de motor són peces clàssiques que es mecanitzen en aquest tipus de trepants que es coneixen amb el nom de trànsfer.

### Centres de mecanització CNC
La instal·lació massiva de centres de mecanització CNC en les indústries metal·lúrgiques ha suposat un gran revulsiu en tots els aspectes de la mecanització tradicional.
Un centre de mecanització ha unit en una sola màquina i en un sol procés tasques que abans es feien en diverses màquines, trepants, fresadores, mandrinadores, etc., i a més efectua les diferents mecanitzacions en uns temps mínims abans impensables degut principalment a la robustesa d'aquestes màquines a la velocitat de gir tan elevada que funciona la claveguera i la qualitat extraordinària de les diferents eines que s'utilitzen.
Així que un centre de mecanització incorpora un magatzem d'eines de diferents operacions que es poden efectuar a les diferents cares de les peces cúbiques, de manera que amb una sola fixació i manipulació de la peça s'aconsegueix el mecanització integral de les cares de les peces, de manera que el temps total de mecanització i precisió que s'aconsegueix és molt valuós des del punt de vista dels costos de mecanització, en aconseguir més rapidesa i menys peces defectuoses.

## Gestió econòmica del trepatge
Quan els enginyers dissenyen una màquina, un equip o un estri, ho fan mitjançant l'acoblament d'una sèrie de components de materials diferents que requereixen processos de mecanització per aconseguir les toleràncies de fabricació i de funcionament adequades.

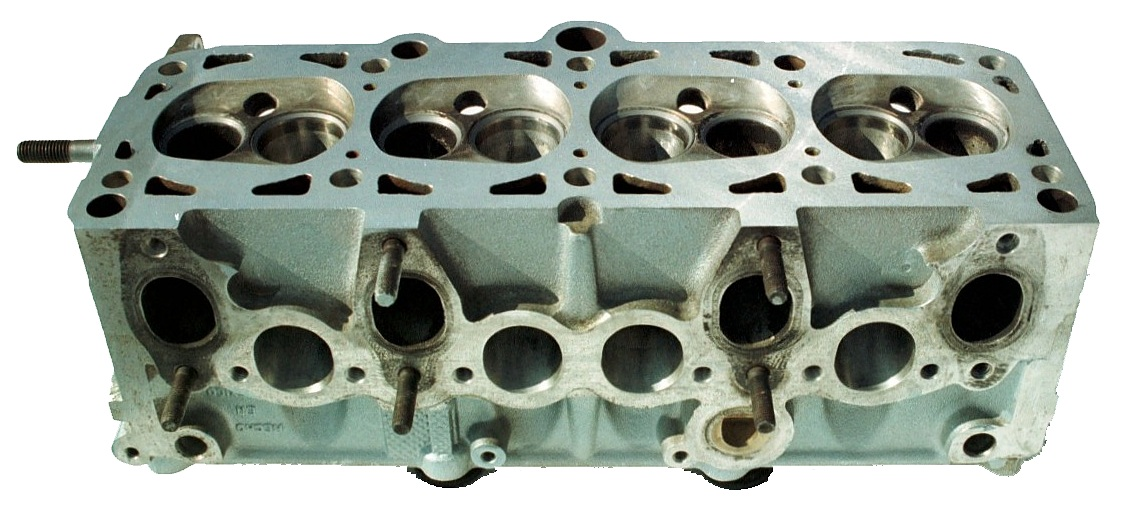
Bloc motor amb molts forats foradats.

La suma del cost de la primera matèria d'una peça, el cost del procés de mecanització i el cost de les peces fabricades de manera defectuosa constitueixen el cost total d'una peça. Des de sempre el desenvolupament tecnològic ha tingut com a objectiu aconseguir la màxima qualitat possible dels components així com el preu més baix possible tant de la primera matèria com dels costos de mecanització. Per reduir el cost de trepatge i de la mecanització en general s'ha actuat en els següents fronts:
- Aconseguir materials cada vegada millor mecanitzables, materials que un cop mecanitzats en tou són endurits mitjançant tractaments tèrmics que milloren, sobretot, i de manera molt sensible, les seves prestacions mecàniques de duresa i resistència.
- Aconseguir eines de mecanització d'una qualitat extraordinària que permeti augmentar de forma considerable les condicions tecnològiques del mecanitzat, és a dir, més revolucions a l'eix portabroques, més avanç de treball de la broca i més temps de durada del seu tall, per tal d'evitar l'esmolat.
- Aconseguir trepants, més robustes, ràpides, precises i adaptades a les necessitats de producció que aconsegueixen reduir sensiblement el temps de mecanització així com aconseguir peces de major qualitat i tolerància més estretes.

Per disminuir l'índex de peces defectuoses s'ha aconseguit automatitzar al màxim el treball dels trepants, disminuint dràsticament el foradat manual i construint màquines de foradar automàtiques molt sofisticades i/o guiades per control numèric, que executen una mecanització d'acord amb un programa establert prèviament.

## Característiques tècniques de les broques

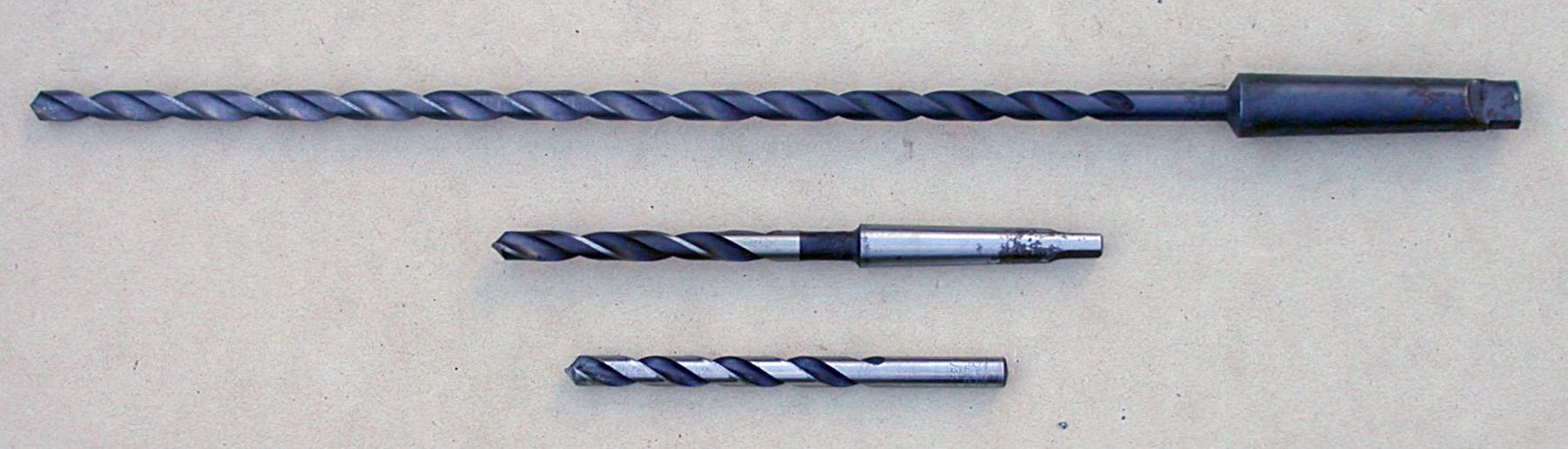
Broques helicoidals.

Les broques són les eines més comunes que utilitzen les màquines de foradar. Aquestes màquines també poden utilitzar mascles de roscar per roscar a màquina, mandrins per fer l'acabat de forats amb toleràncies estretes, caps de frare per aixamfranar forats.
Les broques tenen diferent geometria, depenent de la finalitat amb què hagin estat fabricades. Dissenyades específicament per treure material i formar, en general, un orifici o una cavitat cilíndrica, la intenció en el seu disseny inclou la velocitat amb què el material ha de ser retirat i la duresa del material i altres qualitats característiques.

### Elements constituents d'una broca

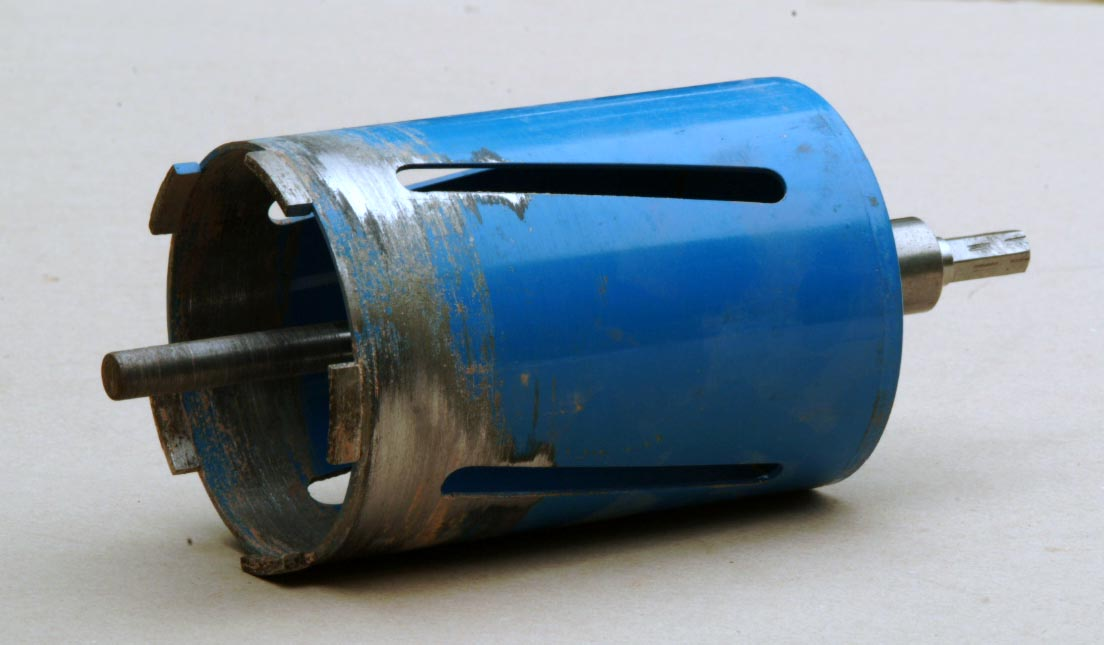
Broca de got.

Entre les parts i generalitats comunes a la majoria de les broques hi ha:
1. Longitud total de la broca. Existeixen broques curtes, normals, llargues i extra llargues.
2. Longitud de mecanitzat. És la profunditat màxima que es pot trepar amb una broca. A les broques helicoidals la longitud màxima del mecanitzat sol ser la longitud de la part helicoidal.
3. Diàmetre de tall. És el diàmetre de l'orifici obtingut amb la broca. Existeixen diàmetres normalitzats. També es poden fabricar broques amb diàmetres especials, com ara una sola broca que permeti fer forats de diferents diàmetres.
4. Diàmetre i forma del mànec. El mànec acostuma a ser cilíndric per diàmetres inferiors a 13 mm (és la capacitat de fixació d'un portabroques normal). Per diàmetres superiors, el mànec sol ser cònic, tipus con morse.
5. Angle de tall. L'angle de tall en una broca estàndard helicoidal sol ser de 118°. També n'hi ha amb altres angles, per exemple de 135°, menys usual, específic per foradar metalls més durs, a condició que les peces a foradar no estiguin trempades.
6. Nombre de llavis. La quantitat més comuna de llavis és dos i després quatre, encara que hi ha broques que en tenen tres o broques d'un llavi (sol i a dreta), per exemple en el cas del trepat del canó de les escopetes.
7. Profunditat dels llavis. També important ja que afecta la fortalesa de la broca.
8. Acabat de la broca. Depenent del material i ús específic de la broca, se li pot aplicar una capa de recobriment que pot ser d'òxid negre, de titani o de níquel, cobrint totalment, o parcial, la broca, des del punt de tall. Aquests recobriments ofereixen prestacions addicionals, com ara major protecció contra l'oxidació o més resistència a altes temperatures.
9. Angle de l'hèlix helicoidal. És variable d'unes broques a altres, depenent del material que es vulgui foradar. Té com a objectiu facilitar l'evacuació de la ferritja. Material constitutiu de la broca.
10. Les broques, sovint, estan fabricades amb un dels materials següents:
  1. Acer al carboni, per foradar materials tous (fusta, plàstic, etc.). Són les més antigues, actualment en desús.
  2. Acer ràpid (HSS), a més de foradar materials tous, també permeten foradar acers de poca duresa. Aquestes broques són les més usuals a les ferreteries i als centres comercials específics de bricolatge.
  3. Metal dur (Widia), per foradar acers durs i també utilitzades en treballs de gran rendiment. N'hi ha que només tenen metall dur a la punta i d'altres que estan fabricades totalment amb metall dur. Un tercer tipus són les que tenen diverses plaquetes de metall dur intercanviables, ubicades a la punta de la broca o bé a diverses parts del cos de la broca.

### Característiques de les broques de metall dur

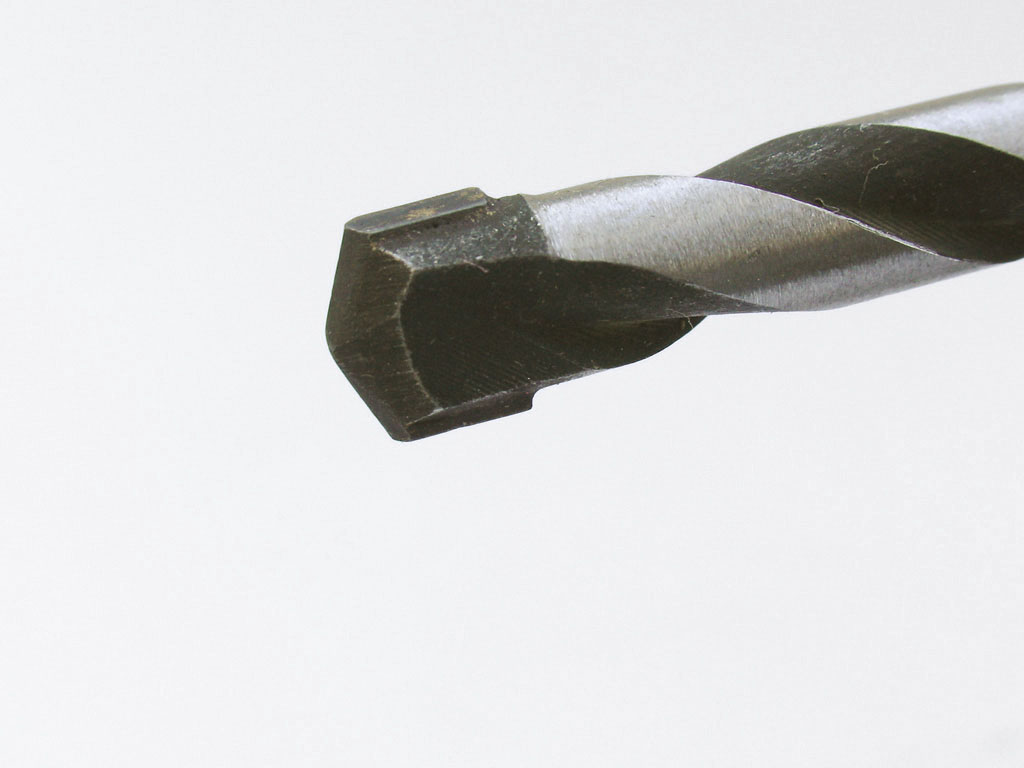
Broca amb plaqueta de metall dur soldada a la punta.

Als trepants de gran producció s'utilitzen broques massisses de metall dur per forats petits i barres de mandrinar amb plaquetes canviables per a la mecanització de forats grans. La seva selecció es fa tenint en compte el material de la peça, el tipus d'aplicació i les condicions de mecanització.
La varietat de les formes de les plaquetes és gran i està normalitzada. Així mateix la varietat de materials de les eines modernes és considerable i està subjecta a un desenvolupament continu.
L'adequació dels diferents tipus de plaquetes que s'utilitzen en les broques de metall dur ja siguin soldades o canviables s'adeqüen a les característiques del material a mecanitzar. S'indiquen a continuació i es classifiquen segons una norma ISO/ANSI que indica les aplicacions en relació al tipus de material que poden foradar i la resistència i la tenacitat que tenen.
| SÈRIE   | Característiques                                                                                                  |
| Sèrie P | Ideals per al mecanització d'acer, acer fos, i acer mal·leable de ferritja llarga.                                |
| Sèrie M | Les més adequades per mecanitzar acer inoxidable                                                                  |
| Sèrie K | Ideal per a la mecanització de la fosa                                                                            |
| Sèrie N | Indicades per a la mecanització de metalls no fèrrics                                                             |
| Sèrie S | Poden ser de base de níquel o de base de titani. Ideals per a mecanitzar aliatges termoresistents i superaliatges |
| Sèrie H | Les úniques que permeten la mecanització d'acers endurits mitjançant tractaments tèrmics.                         |

## Accessoris de les trepants
Els trepants utilitzen com accessoris principals:
- portabroques.
- Pinces de fixació de broques.
- Utillatges per posicionar i subjectar les peces.
- Plantilla amb casquets per a la guia de les broques.
- Contrapunxons
- Mordasses de subjecció de peces
- Elements robotitzats per a l'alimentació de peces i trànsfer de peces.
- Esmoladora de broques

### portabroques

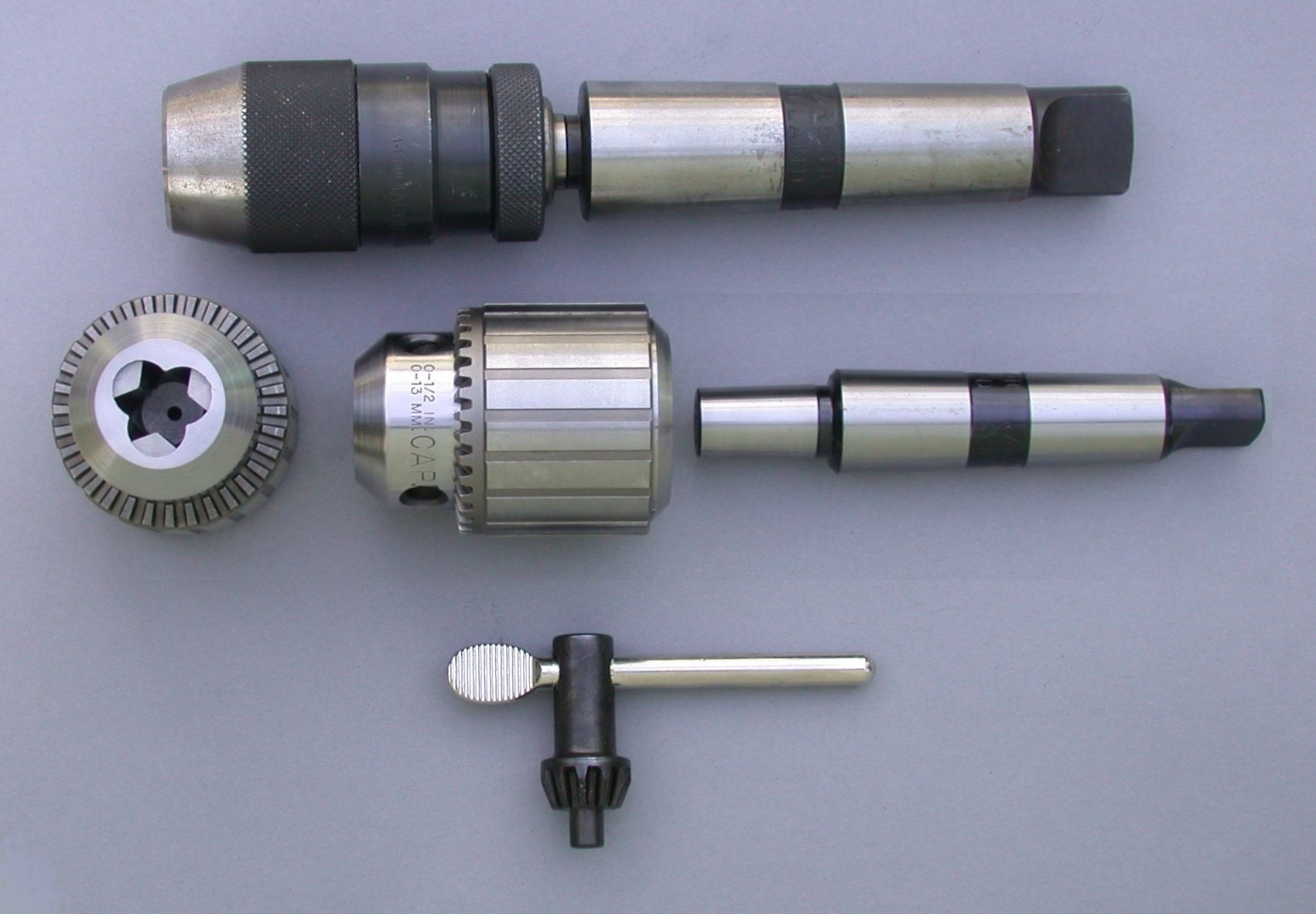
portabroques.

El portabroques és el dispositiu que s'utilitza per fixar la broca al trepant quan les broques tenen el mànec cilíndric. El portabroques va fixat a l'eix de la màquina amb un con morse. Les broques resten subjectes al portabroques mitjançant unes grapes —que sovint són tres— les quals pressionen fortament el mànec de les broques.
Els portabroques, usualment, s'obren i tanquen de forma manual. Alguns porten un petit dispositiu per fixar o afluixar, consistent en una clau especial, amb un dental cònic, que s'encaixa a un dentat, també cònic, del portabroques. En altres casos, hi ha una anella que es prem o descolla amb la mà. Els portabroques més comuns poden subjectar broques de fins a 13 mm de diàmetre. Les broques de diàmetre superior porten un mànec de con morse i es subjecten directament a l'eix del trepant.

### Mordassa

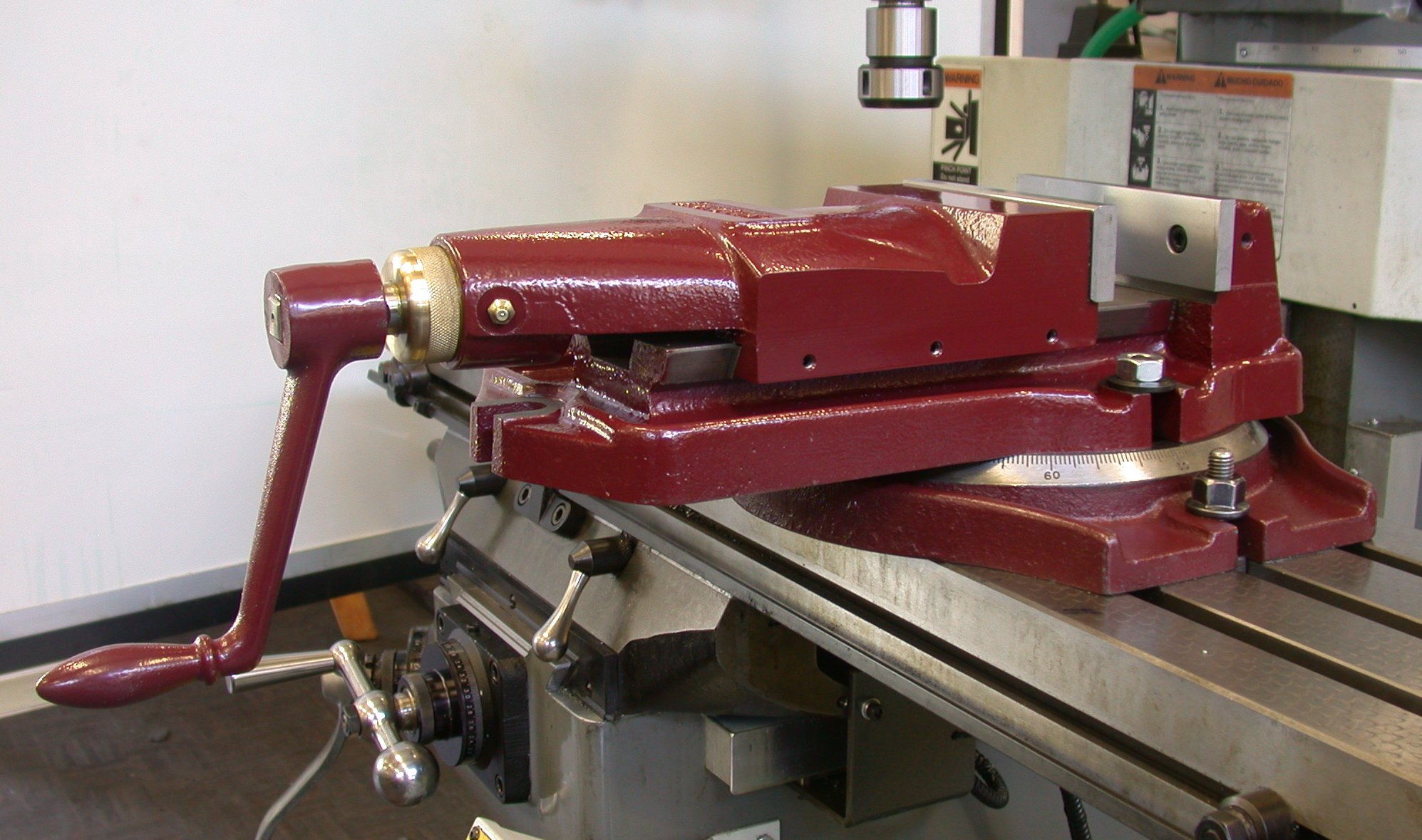
Mordassa per subjectar peces.

Cal controlar acuradament la pressió a la qual es posa la peça a la mordassa, per tal d'evitar el deteriorament de la peça a foradar i també per evitar que la peça no resti ben subjecta i es mogui.

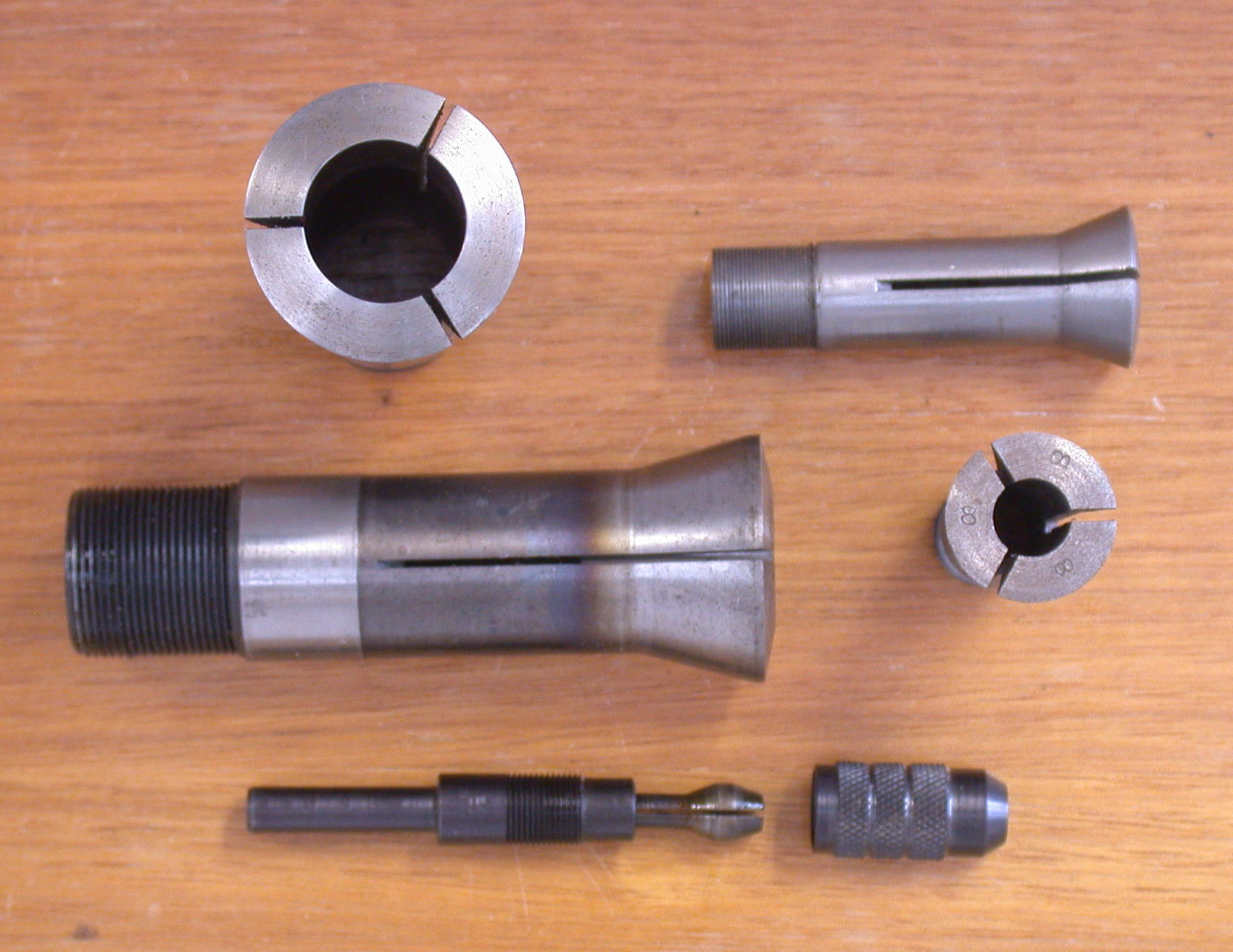
Pinces còniques portabroques.

### Contrapunxó

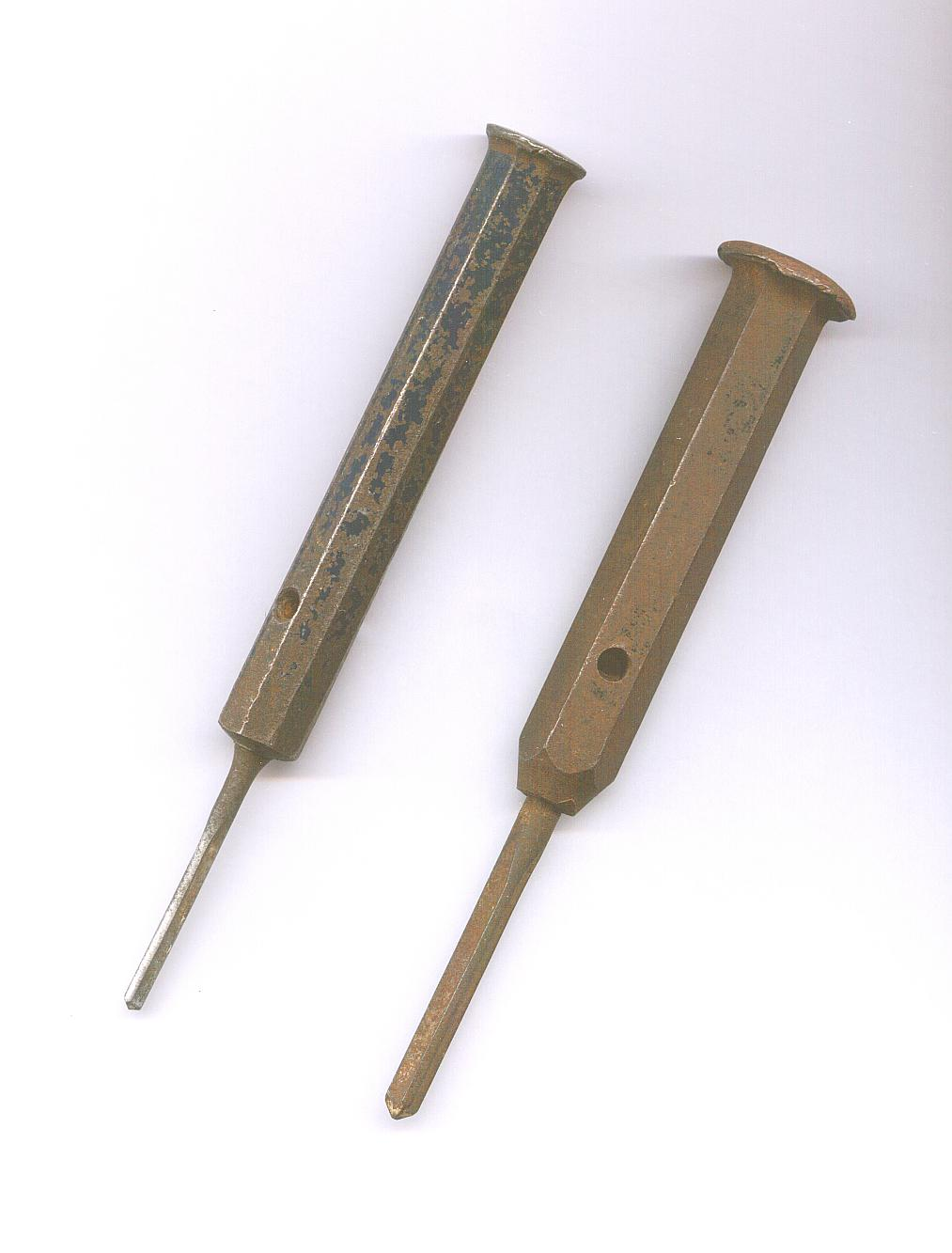
Contrapunxó.

Es denomina contrapunxó a una eina manual que té un mànec, sovint hexagonal i, en un extrem, una punta esmolada, usualment a 60º. Conjuntament amb un martell, s'utilitza per marcar el lloc exacte en una peça on hem de fer el forat. Per anar bé, abans d'utilitzar el contrapunxó, s'ha d'haver traçat prèviament el punt exacte on es vol que hi hagi el forat.

### Plantilles de foradat
Quan es mecanitzen peces en sèrie, no es procedeix a marcar els forats amb bieles, etc sinó que es fabriquen unes plantilles que s'incorporen al sistema de fixació de la peça degudament referenciada. Les plantilles porten incorporats uns casquets guia, perquè la broca pugui encarar els forats de forma exacta, sense que es produeixin desviacions de la punta de la broca. En operacions que porten incorporat un mandrinatge o un roscat posterior, els casquets guies són amovibles i es canvien quan es procedeix a mandrinar o roscar el forat.

### Esmoladora de broques
En les indústries metal·lúrgiques que realitzen molts forats, es disposa de màquines especials d'esmolat, per reconstruir el tall deteriorat de les broques. L'esmolat també es pot realitzar en una mola que tingui una pedra adequada al material de la broca. Per tal d'efectuar un bon esmolat manual cal ser expert, donat que és complex aconseguir els angles de tall adequats. Per aquest motiu, l'esmolat manual sol ser deficient. La millor opció és disposar d'esmoladores de broques.

## Control de ferritja i fluid refrigerant
Aquests dos factors són molt importants en el procés de trepatge. La generació de formes i mides de ferritges adequats, i també la seva evacuació, és vital per a assolir correctament qualsevol operació de foradat. Si el procés no és correcte, qualsevol broca deixarà de tallar al cap de poc temps, a causa que la ferritja restarà encallada dins el forat.
Amb les broques actuals les velocitats de perforació poden ser molt elevades. Aquest alt rendiment només és possible si es disposa d'una evacuació eficaç de la ferritja, mitjançant taladrina. Totes les broques helicoidals disposen de canals per evacuar la ferritja. Durant el mecanitzat s'injecta fluid de tall a punta de la broca, amb la intenció de lubricar i evacuar la ferritja pels canals. La formació de la ferritja està determinada pel material de la peça, la geometria de l'eina, la velocitat de tall i, en certa manera, pel tipus de lubricant que s'utilitzi. La forma i longitud de la ferritja són acceptables sempre que permetin la seva evacuació de manera eficaç i fiable.

## Normes de seguretat en el foradat
Quan s'està treballant en una perforadora, cal observar una sèrie de requisits per assegurar-se no tenir cap accident, també a no malmetre el medi ambient, ocasionat degut a que:
- La peça surti del lloc on és fixada.
- Trencament de la broca.
- La ferritja surt projectada.
- En replegar la ferritja hom es tall perquè sol tenir un perímetre molt tallant.
- Els vapors produïts per la taladrina solen ser nocius
- Les rebaves que solen restar al forat de les peces poden ocasionar talls.
- El fluid de tall s'ha deteriorat (hi ha bacteris, fongs, fa mala olor...) la qual cosa pot perjudicar a les persones operàries.
- alguna part del cos entri en contacte amb una part amb moviment de la màquina, provocant un atrapament.
- Cal un correcte tractament i inertització de la taladrina, una vegada ha arribat a la fi de la seva vida útil.
- És del tot necessari dipositar la ferritja en un circuit de recuperació de residus.

Per tots aquests motius és indispensable que les peces estiguin ben subjectes,. Però també és molt important prevenir ser atrapat pel moviment rotacional de la màquina, per exemple per la roba o pels cabells llargs. La precaució és indispensable, ja que ser atrapat accidentalment pot tenir un resultat fatal.
| 1  | Utilització de l'equip de seguretat: ulleres de seguretat, caretes, guants específics contra talls...                                                                 |
| 2  | No utilitzar roba ampla, solta o amb bufes. |
| 3  | Utilitzar roba de cotó. |
| 4  | Utilitzar calcer de seguretat amb sola antilliscant i punta protectora.                                                                                               |
| 5  | Mantenir el lloc sempre net. |
| 6  | Si es mecanitzen peces pesades utilitzar polipasts adequats per carregar i descarregar les peces de la màquina.                                                       |
| 7  | És preferible portar el cabell curt. Si és llarg ha d'estar recollit mai solt.                                                                                        |
| 8  | No vestir joieria, com collarets o anells. |
| 9  | Sempre s'han de conèixer els controls i funcionament de la màquina. S'ha de saber com aturar la seva operació.                                                        |
| 10 | És molt recomanable treballar en una àrea ben il·luminada que ajudi a l'operador, però la il·luminació no ha de ser excessiva, no fos cas que provoqui enlluernament. |

## Perfil professional de les persones operàries de trepants
No hi ha una professió tècnica especialitzada per al maneig de trepants, donat que són unes màquines senzilles de fer servir i amb breus instruccions, donades a peu de màquina, és suficient perquè una persona responsable la sàpiga utilitzar.
No obstant això, actualment moltes operacions de trepatge es realitzen en centres de mecanització o trepants de control numèric i, a causa de l'alt cost que té el temps de mecanització en aquestes màquines, ha estat necessari formar nous tècnics, especialment programadors de control numèric.

### Programadors de trepants i centres de mecanització CNC
Les trepants i centres de mecanització requereixen, en primer lloc, una persona tècnica en programació, que elabori el programa cnc que executarà la màquina, per tal que sigui possible mecanitzar exactament el que es desitja.
En aquest cas ha de tractar-se d'una bona coneixedora dels factors que intervenen en el mecanitzat i que són els següents:
- Prestacions de la màquina
- Prestacions i disponibilitat d'eines
- Subjecció de les peces
- Tipus de material a mecanitzar i les seves característiques de mecanització
- Ús de líquids de tall
- Quantitat de peces a mecanitzar
- Acabat superficial i rugositat
- Tolerància de mecanització admissible

A més ha de conèixer bé els paràmetres tecnològics del trepatge, que són:
- Velocitat de tall òptima a què s'ha de fer el foradat.
- Avanç òptim del mecanitzat
- Velocitat de gir de la broca (RPM)
- Sistema de canvi d'eines.

A tots aquests requisits han d'unir una correcta interpretació dels plànols de les peces i la tècnica de programació que utilitzi, d'acord amb l'equip que tingui la trepant.